# Маслобойка

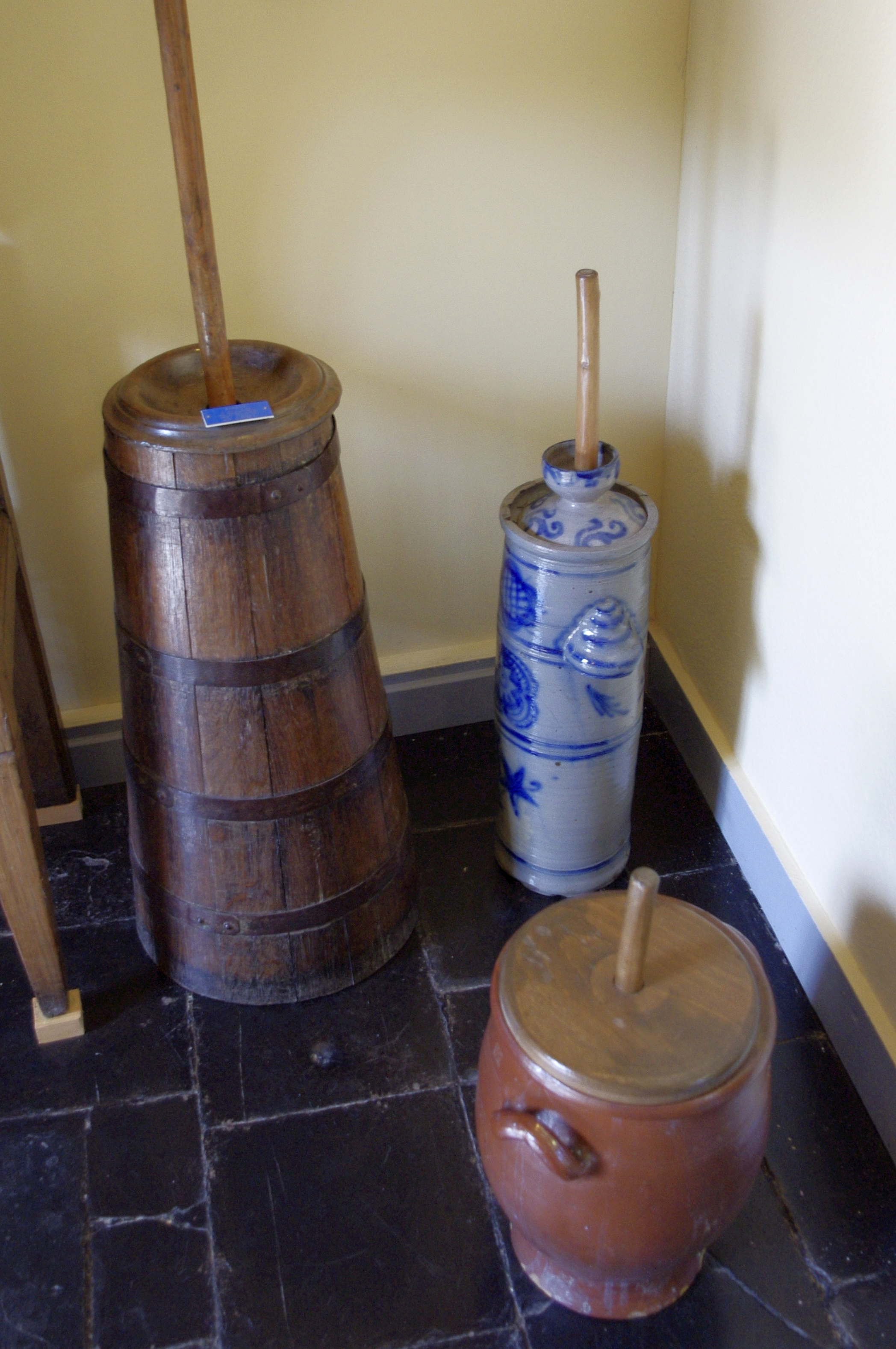
Ручные маслобойки

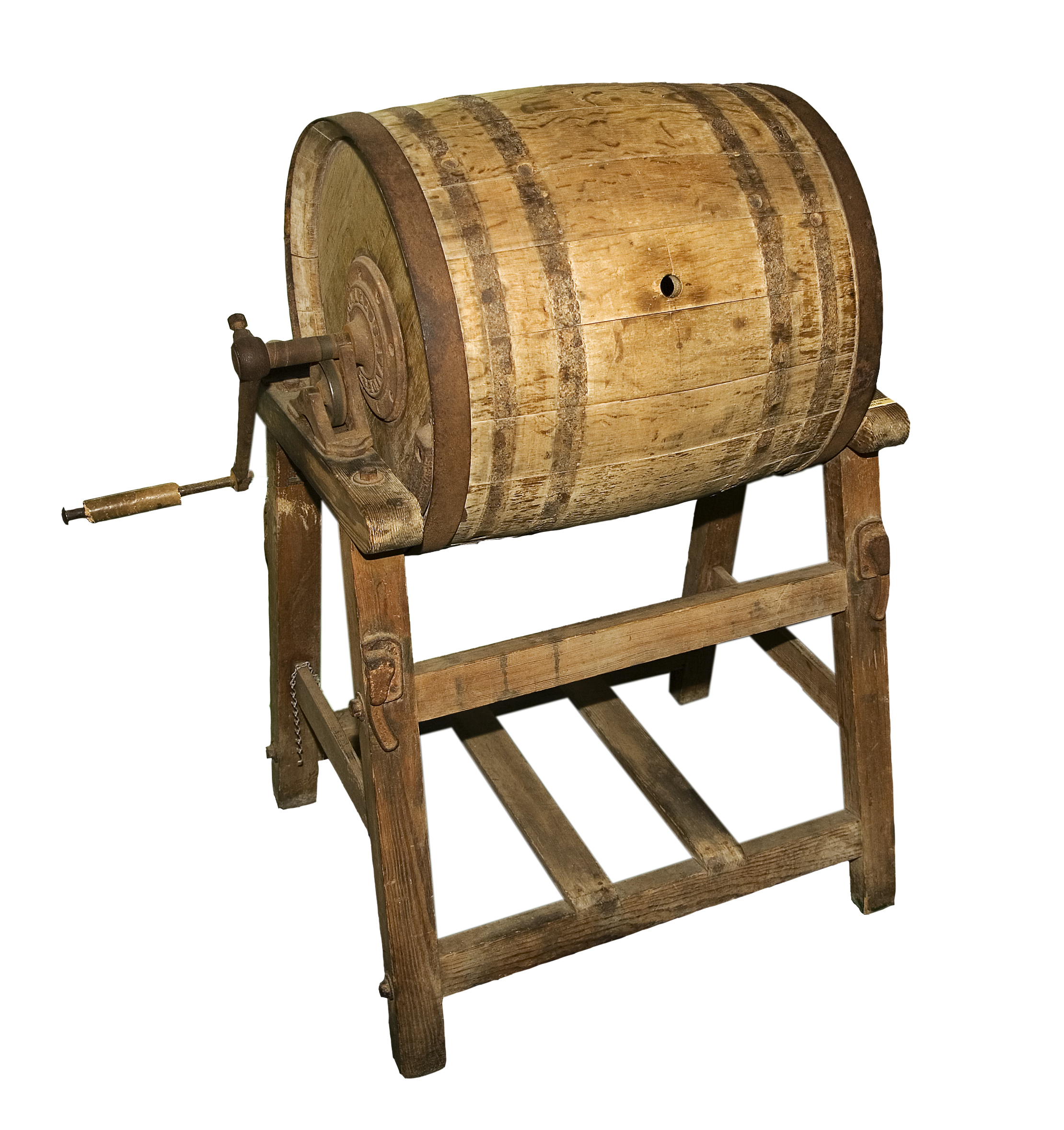
Вращающаяся маслобойка

Маслобо́йка (па́хталка — от «пахта») — приспособление для изготовления сливочного масла из слегка скисшего молока, сливок или cметаны, путём сбивания — механического воздействия на обрабатываемый продукт.

## Использование

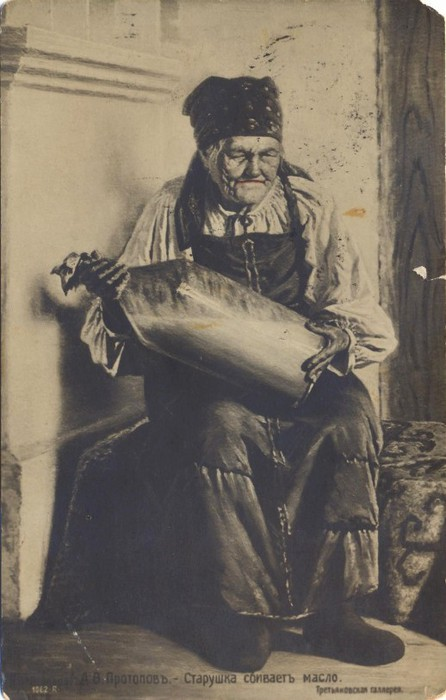
Протопопов А.Ф. Старушка сбивает масло. 1878

При механическом сбивании сливок происходит отделение молочного жира. Мембраны, которые окружают жир, разрушаются, образуя кусочки масла. В маслобойке кусочки слипаются друг с другом и образуют более крупные куски. При сбивании воздушные пузырьки включаются в куски масла. При последующем сбивании масло становится всё более плотным, а воздушные пузырьки удаляются. В результате масло отделяется от остальной жидкости.

## Исторические факты
Самое раннее упоминание о сбивании масла можно найти в Библии, оно относится приблизительно к 2000 году до н. э. Маслобойка, возможно, существовала уже в VI веке, так как в Шотландии была найдена крышка от маслобойки, датированная этим временем.
В европейской традиции, наряду с другими домашними делами, сбивание масла маслобойками, главным образом, было женским делом.